# Adolf I George van Schaumburg-Lippe
Adolf George (Bückeburg, 1 augustus 1817 — aldaar, 8 mei 1893) was van 1860 tot 1893 vorst van Schaumburg-Lippe. Hij was de zoon van vorst George Willem en Ida van Waldeck-Pyrmont, dochter van George I van Waldeck-Pyrmont.
Hij volgde zijn vader na diens dood op 21 november 1860 op als vorst van Schaumburg-Lippe. Hij stemde in 1866 vóór de door Oostenrijk voorgestelde mobilisatie tegen Pruisen, maar sloot zich na de Oostenrijks-Pruisische Oorlog bij Pruisen aan. Hij trad in datzelfde jaar toe tot de Noord-Duitse Bond, sloot in 1867 met Pruisen een militaire conventie en trad in 1871 toe tot het Duitse Keizerrijk. In 1868 kwam hij na lang onderhandelen met de landsvergadering een nieuwe constitutie overeen. Hij stierf op 8 mei 1893 en werd opgevolgd door zijn zoon George.

## Huwelijk en kinderen
Hij trad op 25 oktober 1844 in het huwelijk met zijn nicht Hermine, dochter van George II van Waldeck-Pyrmont. Het paar kreeg acht kinderen, van wie twee meisjes, die beiden Emma heetten, al als kind stierven:
- Hermine (1845-1930)
- George (1846-1911)
- Herman (1848-1928)
- Adolf (1859-1916)
- Emma (1850-1855)
- Ida (1852-1891), gehuwd met Hendrik XXII Reuß oudere linie
- Otto (1854-1935)
- Emma (1860-1863)

Filips I · Frederik Christiaan · Albert Wolfgang · Willem · Filips II · George Willem · Adolf I · George · Adolf II